# Draupost
Draupost (slovensko Pošta iz Drave) je bil časopis, napisan v nemškem jeziku, ki je izhajal med letoma 1863-1866, pod vodstvom Andreja Einspielerja, kjer je kakor v ostalih dveh časopisih, Stimmen aus Innenösterreich ter Kärtnerblatt, ki jih je ravno tako izdajal, poudarjal pomen jezikovnih pravic Koroških slovencev.